# Topkid eroe selvaggio
Topkid eroe selvaggio (Wild Stallion) è un film del 1952 diretto da Lewis D. Collins.
È un western statunitense ambientato nel 1883 con Ben Johnson, Edgar Buchanan, Martha Hyer, Hayden Rorke e Hugh Beaumont.

## Produzione
Il film, diretto da Lewis D. Collins su una sceneggiatura di Daniel B. Ullman, fu prodotto da Walter Mirisch per la Monogram Pictures e girato nel ranch di Corriganville a Simi Valley e nell'Iverson Ranch a Chatsworth, Los Angeles, California, dal 5 al 21 dicembre 1951.

## Distribuzione
Il film fu distribuito col titolo Wild Stallion negli Stati Uniti dal 27 aprile 1952 al cinema dalla Monogram Pictures.
Altre distribuzioni:
- in Svezia il 26 marzo 1956 (Vilda hingsten)
- in Brasile (O Potro Indomável)
- in Italia (Topkid eroe selvaggio)

## Promozione
Le tagline sono:
- WOLF KILLER! Roaring, Rampaging Spectacle! Mightiest Of Wild Horse Stories!
- RAMPAGING STALLION, SNARLING WOLFPACK IN SAVAGE BATTLE!
- SAVAGE, PRIMITIVE SPECTACLE OF NATURE IN THE RAW! Outlaw stallion defying man's ruthless guns...battling snarling killer-wolves!
- UNTAMED KING OF THE WILD OUTLAW HERDS!
- Stampeding the Screen with the Fury of Trampling Hoofs and Savage Wolf Fangs!
- NATURE IN THE RAW!